# Thunder Hawk
Thunder Hawk, comúnmente conocido y abreviado como T. Hawk, es un personaje mexicano ficticio creado por la división japonesa de Capcom como uno de los luchadores de la saga de videojuegos Street Fighter. Es, además, el segundo luchador más poderoso de todos.

## Perfil
Thunder Hawk es mexicano de nacimiento. Mide 2.20 m y con un peso de 170 kg. Nació el 21 de julio de 1959. Su primera aparición fue en Super Street Figther II: The New Challengers . Sus habilidades son el: "Rising Hawk", "Diving Hawk", "Mexican Typhoon".
Su pueblo, Thunderfoot (una tribu ficticia de nativos americanos similares a los Apaches) perdió sus tierras ante M. Bison y tuvieron que tomar refugio en el desierto de Sonora, México, donde se re-establecieron para prosperar nuevamente y ahí mismo nació T. Hawk. Su escenario en Super Street Fighter II es el Instituto Cultural Cabañas de Guadalajara (Jalisco). Pareciera que posee una rivalidad con el luchador "El Fuerte" debido a que ambos pretenden ser el guerrero más fuerte de México.

## Apariciones en películas
- En la película de animación Street Fighter II: The Animated Movie, T. Hawk aparece brevemente disputando una pelea callejera contra Ken Masters en un muelle por la noche. Según se da a entender, el gigante nativo posee algún tipo de rivalidad contra la familia de Ken. T. Hawk cae derrotado, pero a la hora de rematarlo, Ken decide no hacerlo y se marcha.

- En la película americana Street Fighter: La Última Batalla, T. Hawk aparece pero el personaje no es nada fiel con respecto al original del videojuego. Mientras que este en el videojuego es un hombre de gran estatura y corpulencia, en la película T. Hawk es un sargento de las Naciones Aliadas que acompaña a Guile y a Cammy White en su misión. Va vestido con ropas militares y no muestra ninguna técnica relacionada con las vistas en el videojuego (tan solo pega un par de patadas y algunos puñetazos comunes), pero en un momento usa una banda nativa en la cabeza, diciendo que es su amuleto de buena suerte. Fue interpretado por el actor Gregg Rainwater.

- También aparece en la serie angloamericana de animación Street Fighter, donde lucha de parte una malvada cyborg de la que se enamora hasta que se una a Guile y lucha junto a él. En la serie es capaz de volar gracias al uso de su Tomahawk Buster.

## Datos adicionales
- Le gusta: Animales (especialmente su halcón), adornos para el pelo, pieles recogiendo su diadema, fútbol
- Odia: M. Bison, Lucha libre.
- Aficiones: Hacer talla de esculturas de madera, conversar con su ave.
- Estilo de lucha: Propio estilo Thunderfoot de la tribu de las artes marciales.

## Trivia
- Un rumor muy extendido entre los fanes es que T.Hawk, al igual que Dee Jay, fue creado por Capcom América, pero esto no es cierto. A excepción de Dee Jay, todos los nuevos luchadores de Super Street Fighter II fueron creados por Capcom Japón. En lo único que intervino Capcom América fue en aconsejar a Capcom Japón de que le cambiaran su nombre original, Jerónimo, pues temían que el personaje se tomase como una ofensa por parte de las etnias indígenas mexicanas.

- Su nombre original fue "Jerónimo", pero fue cambiado a último momento por consejo de CAPCOM USA para evitar demandas por parte de personas que pudieran ofenderse por causa de ocupar un nombre que hace referencia al líder indígena Gerónimo.

## Apariciones
- Super Street Fighter II (desde "The new challengers", y también en posteriores versiones y remakes)
- Street Fighter Alpha 3 (en su actualización Street Fighter Alpha 3 UPPER y en adelante)
- Super Street Fighter IV
- Ultra Street Fighter IV

- Datos: Q2558136